# Brodhead (Wisconsin)
Brodhead ist eine Stadt (mit dem Status „City“) im Green County und zu einem kleineren Teil im Rock County im US-amerikanischen Bundesstaat Wisconsin. Das U.S. Census Bureau hat bei der Volkszählung 2020 eine Einwohnerzahl von 3.274 ermittelt.

## Geografie
Brodhead liegt im Süden Wisconsins am Sugar River, der über den Pecatonica und den Rock River zum Stromgebiet des Mississippi gehört. Der am Mississippi gelegene Schnittpunkt der drei Bundesstaaten Wisconsin, Iowa und Illinois liegt 116 km westlich.
Die geografischen Koordinaten von Brodhead sind 42°37′06″ nördlicher Breite und 89°22′34″ westlicher Länge. Das Stadtgebiet erstreckt sich über eine Fläche von 4,77 km².
Nachbarorte von Brodhead sind Brooklyn (27 km nördlich), Evansville (24,5 km nordnordöstlich), Footville (17,2 km ostnordöstlich), Orfordville (11,6 km östlich), Juda (13,3 km westsüdwestlich) und Albany (14 km nordnordwestlich).
Die nächstgelegenen Großstädte sind Wisconsins Hauptstadt Madison (53,3 km nördlich), Milwaukee (152 km ostnordöstlich), Chicago (190 km südöstlich) und Rockford (54,8 km südsüdöstlich).

## Verkehr
Der Wisconsin State Highway 11 verläuft als Hauptstraße in Nord-Süd-Richtung durch das Stadtgebiet von Brodhead. Daneben treffen noch die Wisconsin State Highways 81 und 104 in Brodhead aufeinander. Alle weiteren Straßen sind untergeordnete Landstraßen, teils unbefestigte Fahrwege sowie innerörtliche Verbindungsstraßen.
Von West nach Ost verläuft durch Brodhead eine Eisenbahnstrecke der Wisconsin and Southern Railroad (WSOR), einer regionalen (Class II) Frachtverkehrsgesellschaft.
In Brodhead befindet sich der südliche Endpunkt des Sugar River State Trail, ein auf der Trasse einer ehemaligen Eisenbahnstrecke verlaufender Rail Trail für Wanderer und Radfahrer. Im Winter kann der Wanderweg auch mit Schneemobilen befahren werden.
Mit dem Brodhead Airport an der südlichen Stadtgrenze ein kleiner Flugplatz. Der etwas größere Southern Wisconsin Regional Airport in Janesville liegt 37,8 km östlich. Die nächsten Verkehrsflughäfen sind der Dane County Regional Airport in Madison (62,9 km nördlich) und der Chicago Rockford International Airport (63,1 km südsüdöstlich).

## Bevölkerung
Nach der Volkszählung im Jahr 2010 lebten in Brodhead 3293 Menschen in 1346 Haushalten. Die Bevölkerungsdichte betrug 690,4 Einwohner pro Quadratkilometer. In den 1346 Haushalten lebten statistisch je 2,41 Personen.
Ethnisch betrachtet setzte sich die Bevölkerung zusammen aus 96,4 Prozent Weißen, 0,1 Prozent Afroamerikanern, 0,3 Prozent amerikanischen Ureinwohnern, 0,5 Prozent Asiaten sowie 1,9 Prozent aus anderen ethnischen Gruppen; 0,8 Prozent stammten von zwei oder mehr Ethnien ab. Unabhängig von der ethnischen Zugehörigkeit waren 3,8 Prozent der Bevölkerung spanischer oder lateinamerikanischer Abstammung.
25,0 Prozent der Bevölkerung waren unter 18 Jahre alt, 57,4 Prozent waren zwischen 18 und 64 und 17,6 Prozent waren 65 Jahre oder älter. 52,7 Prozent der Bevölkerung war weiblich.
Das mittlere jährliche Einkommen eines Haushalts lag bei 45.147 USD. Das Pro-Kopf-Einkommen betrug 19.147 USD. 12,0 Prozent der Einwohner lebten unterhalb der Armutsgrenze.

## Persönlichkeiten
- M. Stanley Livingston (1905–1986), Physiker, in Brodhead geboren
- Francis E. McGovern (1866–1946), 22. Gouverneur von Wisconsin (1911–1915), arbeitete als Lehrer in Brodhead